# صداپیشگی

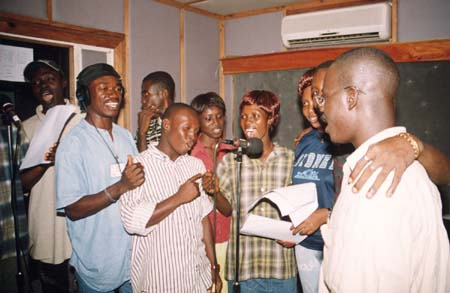
بازیگران سریال رادیویی آتوندا آیندا در کشور سیرالئون

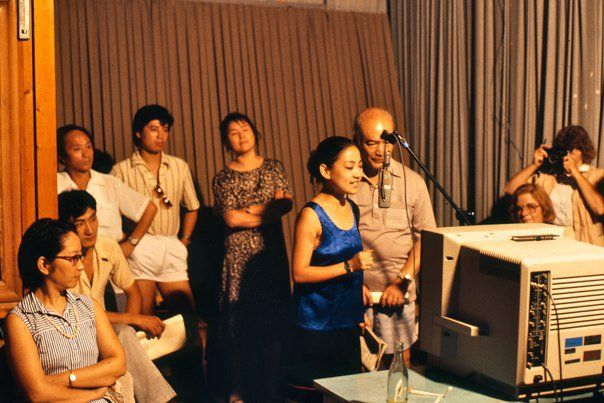
بازیگران درحال دوبله یک مجموعه تلویزیونی در چین درحالی که بازدیدکنندگان آن را تماشا می‌کنند

صداپیشگی یا دوبله هنر اجرای صدا برای یک شخصیت یا ارائهٔ اطلاعات به مخاطب با صدای یک نفر است. به شخصی که صداپیشگی می‌کند، صداپیشه، صدابازیگر یا دوبلور گفته می‌شود. صداپیشگی به عنوان یک حرفه تخصصی دراماتیک در بریتانیا شناخته می‌شود که در درجه اول به دلیل پخش برنامه‌های نمایشی رادیو بی‌بی‌سی است.
از نمونه‌هایی از صداگذاری می‌توان به شخصیت‌های انیمیشنی، خارج از صحنه، خارج از صفحه و غیرقابل مشاهده در آثار مختلف مانند فیلم‌های بلند، فیلم‌های دوبله شده خارجی، فیلم‌های پویانمایی، انیمه، مجموعه‌های تلویزیونی، بازی‌های ویدئویی، کارتون‌ها، مستندها، تبلیغات، کتاب‌های صوتی، دراماها و کمدی‌های رادیویی، وسایل تفریحی، تولیدات تئاتر، مجموعه‌های عروسکی و بازی‌های صوتی اشاره کرد. صداپیشگان همچنین از طریق اعلامیه‌های از پیش ضبط شده و خودکار شنیده می‌شوند که بخشی از زندگی مدرن روزمره در مناطقی مانند مغازه‌ها، آسانسورها، اتاق‌های انتظار و حمل و نقل عمومی را در بر می‌گیرند. اغلب هنگام ایفای نقش یک شخصیت خیالی، نقش یک صداپیشه ممکن است آواز خواندن باشد، اگرچه گاهی یک صداپیشه مجزا به عنوان صدای آواز خواندن شخصیت انتخاب می‌شود.

## صداپیشگی بر پایهٔ کشور

### بریتانیا
بریتانیا پخش صدای افراد مرتبط با خشونت را در ایرلند شمالی از سال ۱۹۸۸ تا ۱۹۹۴ ممنوع کرد، اما تهیه‌کنندگان تلویزیونی این امر را با دوبله صداپیشگان بر روی فیلم‌های هماهنگ از افرادی که ممنوع شده بودند، دور زدند.

### ایران
صداپیشگی در ایران به سه دسته تقسیم می‌شود.

#### صداپیشگی بر رویفیلم‌های فارسی
به دلیل عدم وجود امکانات ضبط همزمان صدا در هنگام فیلمبرداری، صداپیشگان به جای بازیگران فیلم صحبت می‌کنند. اگرچه این نوع صداپیشگی مربوط به سال‌های دور است و اکنون با افزایش امکانات می‌توان همزمان صدای بازیگران را ضبط کرد، اما امروزه نیز گاهی از صدای صداپیشگان به جای صدای اصلی استفاده می‌شود.

#### صداپیشگی بر روی انیمیشن‌های ایرانی
در ایران نیز مانند سایر نقاط دنیا صداپیشه‌ها به جای شخصیت‌های انیمیشن صحبت می‌کنند.

#### صداپیشگی بر روی فیلم‌های غیر فارسی
بیشتر فعالیت صداپیشگان ایرانی در زمینه دوبله فیلم‌های خارجی است. در این صورت زبان اصلی فیلم به فارسی ترجمه می‌شود و مدیر دوبلاژ با توجه به فضای فیلم و حرکت دهان بازیگران و مواردی از این دست جملات را جمع‌آوری می‌کند و در نهایت صداپیشگان به جای آن به ایفای نقش می‌پردازند.

### آمریکا
در تریلرهای فیلم و تبلیغات تلویزیونی و رادیویی، صداپیشگان اغلب از طریق آژانس‌های صداپیشگی جذب می‌شوند. مل بلان، جون فورای، داوس باتلر، دان مسیک، فیل هریس، پل وینچل، دن کاستلانتا، بیل فارمر، جیم کامینگز، فرانک ولکر، مری کی برگمن، بیلی وست، چارلی آدلر، موریس لامارچ، جف بنیت، دی بردلی بیکر، گری دلیزل، راب پاولسن، ترس مک نیل، جیسون مارسدن، جسیکا دی سیکو، پاملا آدلون، کت سوسی، دبی دریبری، آلن تودیک، تارا استرانگ، فیل لامار، تام کنی، نانسی کارترایتز، فرد تاتاسیور، جف برگمن، جنیفر هیل، جان دی ماجیو، استیو بلوم، تروی بیکر، مارک همیل، کوین کانروی، چارلز مارتینت، اریک بائوزا، لورن تام و دیگران در این زمینه فعالیت کرده‌اند.